# Shigeru Inoda
| (3394) Banno          | 16 de febrero de 1986 | MPC |
| (3902) Yoritomo       | 14 de enero de 1986   | MPC |
| (3950) Yoshida        | 8 de febrero de 1986  | MPC |
| (5242) Kenreimonin    | 18 de enero de 1991   | MPC |
| (5851) Inagawa        | 23 de febrero de 1991 | MPC |
| (6197) Taracho        | 10 de enero de 1992   | MPC |
| (6211) Tsubame        | 19 de febrero de 1991 | MPC |
| (6233) Kimura         | 8 de febrero de 1986  | MPC |
| (6270) Kabukuri       | 18 de enero de 1991   | MPC |
| (6324) Kejonuma       | 23 de febrero de 1991 | MPC |
| (6725) Engyoji        | 21 de febrero de 1991 | MPC |
| (6786) Doudantsutsuji | 21 de febrero de 1991 | MPC |
| (7764) 1991 AB        | 7 de enero de 1991    | MPC |
| (7874) 1991 BE        | 18 de enero de 1991   | MPC |
| (9178) Momoyo         | 23 de febrero de 1991 | MPC |
| (15738) 1991 DP       | 21 de febrero de 1991 | MPC |
| (43795) 1991 AK1      | 15 de enero de 1991   | MPC |

Shigeru Inoda (伊野田 繁, Inoda Shigeru, 1955–2008) fue un oftalmólogo, cirujano y astrónomo aficionado japonés.
El Minor Planet Center le atribuye el descubrimiento de 17 asteroides en el Observatorio Karasuyama ( 889 ) entre 1986 y 1992,  todos los cuales fueron co-descubiertos con el astrónomo japonés Takeshi Urata , excepto su descubrimiento con el número más bajo, (3394) Banno.   El asteroide del cinturón principal interior (5484) Inoda fue nombrado en su honor el 1 de septiembre de 1993 ( MPC 22510 ).